# ما اسرار را می‌دزدیم: داستان ویکی‌لیکس
ما اسرار را می‌دزدیم: داستان ویکی‌لیکس (به انگلیسی: We Steal Secrets: The Story of WikiLeaks) یک فیلم مستند مستقل آمریکایی به کارگردانی الکس گیبنی است که به افشاگرهای ویکی‌لیکس، جولین آسانژ و چلسی منینگ می‌پردازد. این مستند محصول ۲۰۱۳ است و دوره ای چند دهه ای را شامل می‌شود و شامل مطالب قابل توجهی در زمینه است. گیبنی پنجمین نامزدی خود را برای بهترین فیلمنامه مستند از جوایز انجمن نویسندگان آمریکا برای این فیلم دریافت کرد.
در این فیلم دولت آمریکا می‌گوید انتشار این اسناد جان انسان‌ها (سربازان آمریکایی و شهروندان افغان) را به خطر انداخته و ژولیان آسانژ، در یک گفتگوی تلفنی که در این فیلم وجود دارد به‌طور مشخص در پاسخ به این موضوع می‌گوید که این اسناد باید انتشار پیدا کنند، حتی به قیمت جان اشخاص. فیلم تأکید می‌کند که آسانژ این اسناد را در اختیار روسیه یا چین قرار نداده، بلکه با باور اطلاع‌رسانی بدون سانسور، آن‌ها را منتشر کرده تا در دسترس «عموم مردمی که باید آگاه شوند»،قرار بگیرد.
در این فیلم ژولیان آسانژ در خانه، در کنفرانس‌ها و سخنرانی‌ها، موقع کار، هنگام مصاحبه، عکس او را بر صفحه نخست چندین روزنامه، و در لندن، زمانی که با مسئولان روزنامه گاردین برای انتشار اسناد قرار می‌گذارد، دیده می‌شود. مصاحبه‌های فیلم: مصاحبه با نزدیک‌ترین همکاران ویکی لیکس و همچنین مقامات واشینگتن (از جمله رئیس سابق سیا). داستان دو دختر سوئدی که از آسانژ شکایت کرده‌اند، به عنوان پرسش مطرح شده‌است.
در پایان فیلم گفته می‌شود: حداقل سود ویکی لیکس این بود که دولت‌ها بیشتر مراقب کردار خود باشند.

## خلاصه داستان
در ابتدای مستند حمله کرم رایانه‌ای WANK به رایانه‌های ناسا در سال ۱۹۸۹ را نشان می‌دهد که در ابتدا تصور می‌شد فضاپیمای گالیله را تهدید می‌کند ولی مستند این حمله را تلویحاً به آسانژ ربط می‌دهد. تأسیس ویکی لیکس در سال ۲۰۰۶ با پوشش چندین رویداد مهم دنبال می‌شود: نشت آن در ۲۰۰۹–۲۰۱۰ در مورد سقوط مالی ایسلند، فرار مالیاتی بانکی سوئیس، فساد مالی دولت کنیا، تخلیه زباله‌های سمی، ارتباطات چلسی منینگ با آدریان لامو، آپلود اسناد جنگی عراق، افغانستان در ویکی لیکس، افشای اسناد دیپلماتیک آمریکا و فیلم‌ها، قرار گرفتن در معرض FBI توسط آدریان لامو، و اتهامات حمله جنسی علیه آسانژ. موضوعات مصاحبه شامل جولیان آسانژ، هیتر بروک، مایکل هایدن، آدریان لامو و… است.

## ساخت
آسانژ در فرایند ساخت شرکت نکرد، بنابراین از مصاحبه‌های ضبط شده قبلی وی استفاده شد. منینگ نیز در دسترس نبود. جان یانگ و دبورا ناتسیوس در تماس‌ها و مطالب تحقیقاتی مشارکت داشتند، اما بعد از اینکه فهمیدند نام فیلم «پروژه ویکی لیکس نام‌گذاری‌نشده» است از مصاحبه خودداری کردند. حدود ۳۵ دقیقه از مستند شامل انیمیشن‌های چت، جلوه‌های اصلی و جلوه‌های تصویری دیگر است که توسط فریم‌استور در نیویورک طراحی و ارائه شده‌است.
ویکی لیکس رونوشت این فیلم را منتشر کرد که حاوی حاشیه نویسی با نظرات بود که گفته می‌شود اصلاحات ویکی لیکس است. کارگردان گیبنی پاسخ داد که رونوشت ناقص بوده و فاقد سخنان چلسی منینگ است و این رونوشت نسخه منتشر نشده و ناقص فیلم است. بعداً، گیبنی رونوشت اصلی را در ویکی لیکس منتشر کرد و به انتقادات و ادعاهای آسانژ و طرفدارانش پاسخ داد.
به گفته جیما خان تهیه‌کننده اجرایی فیلم، قبل از دیدن مستند توسط اسانژ این فیلم نکوهش شده بود. و اسانژ در توئیتر گفت مستند «ما اسرار را می‌دزدیم» «عنوانی غیراخلاقی و مغرضانه در چارچوب دادگاه‌های جنایی در انتظار است و این ادعای دادستانی است و نادرست است». خان ادعا کرد که عنوان فیلم از نقل قول مایکل هایدن، مدیر سابق CIA آمده که به گیبنی گفت دولت آمریکا درگیر «سرقت اسرار» از کشورهای دیگر است.

## انتشار
پیش نمایش فیلم در دسامبر ۲۰۱۲، و اولین نمایش آن در ۲۱ ژانویه ۲۰۱۳ در جشنواره فیلم ساندنس آغاز شد. قرار بود در تاریخ ۲۴ مه ۲۰۱۳ در نیویورک و لس آنجلس و به‌طور گسترده در ماه ژوئن منتشر شود.

## بازتاب‌ها
در راتن تومیتوز، این فیلم براساس ۸۱ بررسی با میانگین امتیاز ۷٫۹۴ / ۱۰ دارای ۹۱٪ امتیاز است. در اجماع انتقادی این سایت آمده: «به همان اندازه جذاب و تحریک کننده است، اسرار را می‌دزدیم: داستان ویکی لیکس یک پیروزی دیگر برای الکس گیبنی کارگردان و همچنین نگاه نگران کننده ای به یکی از مهمترین موضوعات زمانه‌مان ارائه می‌دهد».
دیوید رونی از هالیوود ریپورتر فیلم را «داستانی فوق العاده جذاب و با بینش و پیچیدگی کاوش شده» توصیف کرد. دیوید ادلشتاین از مجله نیویورک نوشت که این فیلم یک فیلم «پیچ و تاب، کاوشگر، کاملاً جذاب» است و افزود که این «یک مستند با بافت سرشار از داستان» است. استیون ریا از فیلادلفیا اینکوایرر، این فیلم را «پرچین و افشاگرانه» نامید.
ما اسرار را می‌دزدیم در سال ۲۰۱۳ نامزد دریافت جایزه انجمن بین‌المللی مستند ABC News Videosource شد اما به فیلم «محاکمات محمد علی» باخت.